# Примак Тарас Антонович
Тарас Антонович Примак (нар. 15 січня 1939) — радянський футболіст, виступав на позиції нападника.

## Життєпис
Футбольну кар'єру розпоав у 1959 році в футболці рівненського «Колгоспника». По ходу сезону 1962 року отримав запрошення харківського «Авангарду». Дебютував у футболці харківського клубу 15 липня 1962 року в нічийному (0:0) переможному поєдинку 12-о туру попереднього етапу групи II класу «А» проти ленінградського «Динамо». Тарас вийшов на поле в стартовому складі а відіграв увесь матч. Дебютним голом за «Авангард» відзначився 6 листопада 1962 року на 27-й хвилині переможного (3:0) домашнього поєдинку 9-о туру фінального етапу (за 13-22-е місця) класу «А» проти вільнюського «Жальгіріса». Примак вийшов на поле в стартовому складі, а по ходу поєдинку його замінив Євген Золотухін. У складі «Авангарду» у Класі «А» провів 45 поєдинків та відзначився 6-а голами, ще 1 матч зіграв у кубку СРСР.
У 1964 році отримав запрошення від київського «Динамо», у футболці якого дебютував 24 серпня в нічийному (1:1) виїзному поєдинку 21-о туру 1-ї групи Класу «А» проти московського «Динамо». Тарас вийшов на поле на 60-й хвилині, замінивши Віктора Каневського. У складі першої команди «динамівців» того сезону провів 2 поєдинки, в основному виступав за «дубль» киян, у футболці яких відзначився 5-а голами. Того ж сезону виступав у рівненському «Колгоспнику» (18 матчів/6 голів у класі «Б», 1 матч/1 гол у кубку СРСР).
У 1966 та 1967 роках виступав відповідно за вінницький «Локомотив» та кременчуцький «Дніпро» відповідно, але на поле виходив рідко. По ходу сезону 1967 року повернувся до «Металіста», де став гравцем основної обойми (16 матчів, 1 гол). У 1968 році перейшов до полтавського «Сільбуду», де протягом двох сезонів був оснивним гравцем. Завершив футбольну кар'єру в 1970 році в складі рівненської «Горині».
По завершенні футбольної кар'єри повернувся до Харкова.